# Парламентские выборы в Индии (2014)
Парламентские выборы в Индии прошли с 7 апреля по 12 мая 2014 года, избраны 543 депутата Лок сабхи 16 созыва.

## Контекст
По оценкам экспертов, экономика Индии вступила в критический период. Рост ВВП страны в 2013 году составил 4,9 % вместо намеченных в текущем 12-м пятилетнем плане 8—9 % в год. А к апрелю 2014 года возможно дальнейшее падение темпов роста до 4,5 или 4,7 %. Эти цифры рассматриваются как «катастрофические» для страны и для правящей коалиции, в состав которой входит Индийский национальный конгресс. Особое недовольство массовых слоёв населения и нижней части среднего класса вызывает продолжающийся рост цен на товары массового спроса, а также на топливно-энергетические продукты (в частности, бензин). До проведения выборов заморожено сотрудничество Индии с другими странами: с 15 февраля был введён запрет на подписание каких-либо контрактов в военно-технической сфере, так как неизвестно каким будет новое правительство. В частности, правительство Индии отказалось подписывать контракт с французской компанией Dassault Aviation на поставку истребителей Rafale. 20 февраля Раджья сабха приняла законопроект о выделении в отдельный, 29 области Телангана южного штата Андхра-Прадеш с целью заручиться поддержкой избирателей.
Общей социально-экономической неустойчивости в стране соответствует неопределённость как в основных соперниках на выборах — Индийском национальном конгрессе (ИНК) и Бхаратия джаната парти (БДП), так и в региональных партиях. В условиях экономической нестабильности ИНК не сможет привлечь молодёжь, к тому же партия подвергается серьёзной критике из-за коррупционных скандалов. На состоявшихся в декабре 2013 года выборах в законодательные собрания четырёх ключевых штатов — Дели, Мадхья-Прадеш, Раджастхан и Чхаттисгарх, ИНК везде уступила БДП с абсолютным большинством. Из-за всего этого некоторые политические аналитики предсказывают Конгрессу довольно слабую поддержку в 25 или 26 %, не более. Диверсификация партийно-политической системы Индии привела к «исчезновению» партии, способной в одиночку возглавить правительство, что делает коалиционную модель управления единственно возможной. В то же время практически все партнёры и ИНК, и БДП по коалициям находятся в состоянии внутреннего кризиса. Также в кризисе и третий фронт — левые и коммунистические партии. Также в борьбе за голоса участвует «Аам Аадми Парти» («Партия простого человека») во главе с Арвиндом Кердживалом под знаменем искоренения коррупции.
Лидер БДП Нарендра Моди является противоречивой фигурой — с одной стороны, о нём пишут как о борце с коррупцией и его реформы в Гуджарате называют «экономическим чудом», с другой — его критиковали за неспособность предотвратить массовые столкновения между мусульманами и приверженцами индуизма в штате в 2002 году. А руководитель ИНК Соня Ганди заявила, что её сын и вице-президент партии Рахул Ганди возглавит кампанию партии на выборах, но не будет до них объявлен кандидатом на пост премьера.
В дополнение ко всему этому, действующий премьер-министр Индии Манмохан Сингх не выставил свою кандидатуру и объявил об уходе в отставку при любом исходе выборов. Сингх считает Рахула Ганди лучшим кандидатом на свой пост, а избрание Моди назвал «катастрофой» для Индии.
О своём намерении бойкотировать выборы объявили беженцы-мусульмане в округе Музаффарнагар штата Уттар-Прадеш, после того как в сентябре прошлого года в Музаффарнагаре произошли беспорядки, в ходе которых было убито свыше полусотни мусульман, а 70 тысяч были вынуждены бежать из родных мест.
23 марта полиция Индии сообщила об аресте четырёх боевиков-исламистов, подозреваемых в подготовке нападений накануне выборов. Среди арестованных — Зиаур Рахман, гражданин Пакистана, один из руководителей группировки «Индийские моджахеды», осуществившей за последние годы несколько взрывов и нападений, в том числе на участников Бхаратия джаната парти в октябре 2013 года, в результате чего погибло шесть человек.
По результатам опросов общественного мнения лидирует Бхаратия джаната парти, однако такой поддержки не хватит для полноценного большинства. В преддверии выборов зарубежные инвесторы купили в 2014 году акций на 4.46 млрд долларов и облигаций на 5.8 млрд долларов. 3 апреля индийские акции выросли до рекордных показателей, а днём ранее рупия поднялась до 8-месячного максимума.

## Голосование
Голосование проходило с 7 апреля по 12 мая 2014 года в девять фаз по всем штатам и избирательным округам Индии:
| Дата      | Штаты | Избирательные округа |
| --------- | --- | -------------------- |
| 7 апреля  | Ассам, Трипура | 6                    |
| 9 апреля  | Аруначал-Прадеш, Манипур, Мегхалая, Мизорам, Нагаланд | 7                    |
| 10 апреля | Бихар, Чхаттисгарх, Хариана, Джамму и Кашмир, Джаркханд, Керала, Мадхья-Прадеш, Махараштра, Одиша, Уттар-Прадеш, Андаманские и Никобарские острова, Чандигарх, Лакшадвип, Дели | 92                   |
| 12 апреля | Ассам, Гоа, Сикким, Трипура | 5                    |
| 17 апреля | Бихар, Чхаттисгарх, Джамму и Кашмир, Джаркханд, Карнатака, Мадхья-Прадеш, Махараштра, Манипур, Одиша, Раджастан, Уттар-Прадеш, Западная Бенгалия                               | 142                  |
| 24 апреля | Ассам, Бихар, Чхаттисгарх, Джамму и Кашмир, Джаркханд, Мадхья-Прадеш, Махараштра, Раджастан, Тамилнад, Уттар-Прадеш, Западная Бенгалия, Пудучерри                              | 117                  |
| 30 апреля | Андхра-Прадеш, Бихар, Гуджарат, Джамму и Кашмир, Пунджаб, Уттар-Прадеш, Западная Бенгалия, Дадра и Нагар-Хавели, Даман и Диу                                                   | 89                   |
| 7 мая     | Андхра-Прадеш, Бихар, Химачал-Прадеш, Джамму и Кашмир, Уттар-Прадеш, Уттаракханд, Западная Бенгалия                                                                            | 64                   |
| 12 мая    | Бихар, Уттар-Прадеш, Западная Бенгалия | 41                   |

Для того, чтобы неграмотные избиратели смогли проголосовать будут использованы бюллетени с графической символикой. Впервые можно будет проголосовать «против всех» (в условиях мажоритарной системы относительного большинства, когда кандидат, получивший всего 10 процентов голосов, может пройти в парламент, это может стать решающим фактором). Подсчёт голосов будет проводиться 16 мая, ожидается, что результаты объявят в тот же день. Право голоса имеют примерно 814 миллионов человек. Общее число избирательных участков составляет около 930 тысяч. Срок полномочий депутатов нынешнего созыва Лок сабхи заканчивается 1 июня, новый состав должен быть сформирован до 31 мая. Для самостоятельного формирования правительства необходимо получить 272 места.
7 апреля на выборах в Ассаме и Трипуре открылись 8588 избирательных участков. Явка составила 84 % и 72,5 % соответственно. Общее число избирателей превышает 6,4 млн человек, в том числе, 3,1 млн женщин. Всего в выборах в этих двух штатах принимают участие 51 кандидат из более чем 10 партий.
7 апреля Индийская народная партия и Левый демократический фронт обратились в Избирательную комиссию Индии с требованием проверить государственного министра развития людских ресурсов Схаши Тхарура на предмет подкупа христианских священников с целью получить голоса исповедующих эту религию избирателей. По некоторым данным, Тхарур, избирающийся от штата Керала, собрал в своём доме 70 священников и выступил перед ними. После встречи им раздали от тысячи до полутора тысяч рупий (15-25 долларов).
8 апреля в ходе перестрелки с боевиками исламистской террористической организации «Лашкар-е-Тайба» на севере штата Кашмир в округе Купвара погибли двое полицейских и младший офицер армии. Семь человек получили ранения. Были уничтожены двое нападавших. Совместный отряд полиции и армии выдвинулся в этот район после получения сведений о присутствии в нём боевиков и был атакован в ночь с 7 на 8 апреля. Бой закончился лишь в середине дня.
9 апреля на выборах в штатах Нагаленд, Манипур, Мегхалая, Аруначал-Прадеш в среднем явка составила 70 %. Самая низкая явка в Аруначал-Прадеше — не более 55 %. В Нагаленде, Манипуре и Мегхалае отдали свои голоса 81,47, 80 и 71 % от общего числа избирателей соответственно. Выборы в Мизораме были перенесены на 11 апреля из-за забастовок, которые в преддверии голосования прошли по всему штату.
10 апреля на выборах в Дели безопасность обеспечивали около 50 тысяч полицейских. В Дели на избирательный участок пришёл вице-президент Индийского национального конгресса Рахул Ганди. В голосовании приняли участие более 110 миллионов избирателей, а высокая явка отмечена в Дели, Бихаре, Керале и Уттар-Прадеше. В результате взрыва мины до открытия избирательных участков в округе Джамуи погибли двое военнослужащих и трое получили ранения. Ответственность за это полиция возложила на повстанцев-маоистов. Особое внимание привлекли выборы в штате Уттар-Прадеш, потому что их результаты будут иметь важнейшее значение для выборов в целом, так как это самый населённый штат Индии (около 200 миллионов жителей), от него в Лок сабхе заседают 80 депутатов.
12 апреля 13 человек, преимущественно военных и чиновников, ответственных за проведение парламентских выборов, стали жертвами двух нападений в штате Чхаттисгарх, предположительно совершённых повстанцами-маоистами. В городе Биджапур в результате взрыва автобуса с сотрудниками избирательной комиссии, возвращавшимися домой после окончания голосования, погибли семь человек, ещё четверо получили ранения. В результате второй атаки, произошедшей через полчаса — обстрела боевиками кареты скорой помощи в регионе Бастар — погибло пять сотрудников местной полиции и их водитель. По какой причине солдаты ехали в карете скорой помощи, не сообщается, однако члены правительства ранее точно так же ездили в подобных автомобилях, чтобы избежать атак маоистов. Боевики-маоисты, которых в Индии также называют наксалитами, укрываются в джунглях, откуда совершают вылазки в деревни и нападают на чиновников и сотрудников правоохранительных органов. Особенно активны в штатах Бихар, Чхаттисгарх, Джаркханд, Одиша, восточной части Махараштры.
15 апреля Гудса Усенди, представитель Коммунистической партии Индии (маоистской), принёс извинения за преступление и заявил, что убитые не были их врагами:
Бойцы Народно-освободительной повстанческой армии (боевое крыло партии) атаковали автобус вблизи Кутру в округе Биджапур, полагая, что в нем ехали полицейские. Это была серьезная ошибка, и мы публично приносим свои извинения.
17 апреля прошёл пятый этап выборов, в котором на место в парламенте претендовали кандидаты из 12 штатов страны.
24 апреля прошёл шестой этап выборов.
30 апреля прошёл седьмой этап выборов, с участием более 140 млн человек из девяти штатов.
7 мая прошёл восьмой этап выборов.
12 мая прошёл заключительный девятый этап выборов, в котором приняли участие жители штатов Бихар, Уттар-Прадеш и Западная Бенгалия.

## Результаты
16 мая Избирательная комиссия Индии начала подсчёт голосов, в течение дня ожидаются результаты по всем или большинству из 543 избирательных округов. По первоначальным данным, в 23 округах уверенно лидировала оппозиционная Бхаратия джаната парти, оппозиционный Национально-демократический альянс (БДП и её союзники) лидировал в 12 округах, Объединённый прогрессивный альянс (Индийский национальный конгресс и его союзники) — в трех. По данным экзитполов от 12 мая, предполагается, что НДА получит от 262 до 289 мандатов из 543, а ОПА — около 100. Явка на выборах превысила 66 % — около 551 миллиона человек.
По последним данным, Бхаратия джаната парти лидирует в 276 избирательных округах, а Национальный демократический альянс — в 331. После того, как предварительный подсчёт голосов показал подавляющее преимущество оппозиции, представитель Индийского национального конгресса Раджив Шукла от имени партии сказал, что «мы признаём поражение. Мы готовы перейти в оппозицию». По подсчётам, Бхаратия джаната парти может получить 277 мест в новом составе парламента, при 272 необходимых для простого большинства. А Индийский национальный конгресс — около 100 мест.
По последним данным, Национально-демократический альянс (БДП и её союзники) лидирует в 326 избирательных округах, Объединённый прогрессивный альянс (ИНК и его союзники) — в 74. Действующий премьер-министр Индии Манмохан Сингх уже поздравил Нарендру Моди с победой на выборах. В свою очередь Моди написал в Twitter: «Индия победила! Впереди хорошие дни». Лидеры Индийского национального конгресса Соня Ганди и её сын Рахул заявили, что несут личную ответственность за поражение. По предварительным данным БДП получит 339 мест в парламенте.
Объединённый прогрессивный альянс во главе с партией Индийский национальный конгресс победил только в 59 избирательных округах из 543. Бхаратия джаната парти — в 283 округах. Таким образом, получив абсолютное большинство, БДП станет первой за 30 лет партией, которая сможет сформировать правительство самостоятельно. Однако, БДП получила контроль только над Лок Сабхой. Но в верхней палате, Раджа Сабхе, у неё всего 46 мандатов из 240, а у ИНК — 68, что, даёт право вето. ИНК находится у власти в 11 из 29 индийских штатов, и в двух входит в состав правящих коалиций. Из общего количества региональных депутатов 27 % принадлежат к ИНК и 21 % к БДП.

## Реакция
19 мая посол России в Индии Александр Кадакин в интервью индийской газете Economic Times заявил, что после прихода к власти Нарендры Моди и его партии у отношений России и Индии появятся новые измерения и перспективы:
Моди хорошо известен в России, и мы тесно работали с ним. Не многие в Индии знают, что за последнее десятилетие он трижды посещал Россию в качестве главного министра Гуджарата. У российской Астраханской области прекрасные отношения с Гуджаратом, много бизнес-делегаций участвовали в саммите «Энергичный Гуджарат». У нас хорошие бизнес-контакты с Гуджаратом. Мы вообще не ожидаем каких-либо изменений в политике по отношению к Москве. Можете ли вы назвать другую страну, которая с такой готовностью предоставляла бы высокотехнологичную помощь в сфере гражданских атомных технологий — проект АЭС «Куданкулам», сдача в аренду атомных подводных лодок, совместное производство лучшей в мире сверхзвуковой крылатой ракеты «БраМос», — и осуществляла бы другие самые современные проекты?. У нас есть дорожная карта на совместное строительство 14-16 атомных реакторов.